# سبلة (مجلس عماني)
السبلة؛ عبارة عن مجلس اجتماعي تقليدي في سلطنة عمان يمثل ملتقى لسكان المدينة أو القرية في المناسبات الاجتماعية المختلفة، كالأفراح وأيام العزاء، ويجتمع الناس فيه للمشاورات العامة، وطرح القضايا التي تهم المجتمع.

## الدور الاجتماعي للسبلة
تأتي أهمية السبلة من الناحية الاجتماعية من عدة جوانب، أهمها: كونها مكان يتعلم فيه النشء قيم الرجولة والكرم والمشاركة في الأحداث المهمة، حيث إن السبلة تتسم بنظام وبروتوكولات اجتماعية، تعكس قيم الكرم والترحيب بالآخرين، وطريقة التعبير عن الرأي والمشاركة في الأحداث المهمة بأسلوب راق يحترم الآخرين.
والسبلة كذلك ملتقى لأبناء القرية أو المنطقة، حيث كان يتم تبادل الأخبار وإتمام البيع والشراء وكل من يرغب في الحصول على المساعدة من أبناء قريته في بستانه أو أرضه كان يعلن ذلك في مجلس السبلة.

## وصلات خارجية
- استطلاع في صحيفة عمان بعنوان " السبلة ..سمت عماني لبناء مجتمع متماسك"